# Ямаґуті Май
Ямаґуті Май  (яп. 山口 舞, 3 липня 1983) — японська волейболістка, олімпійська медалістка.

## Виступи на Олімпіадах
| Олімпіада   | Дисципліна | Місце |
| ----------- | ---------- | ----- |
| Лондон 2012 | волейбол   | 3     |
| Ріо 2016    | волейбол   | =5    |